# Manuel Rodríguez Calderón
Manuel Francisco Rodríguez Calderón (n. La Coruña; 20 de febrero de 1929), es un poeta español.

## Biografía
Realizó sus estudios superiores en Valencia, en el Colegio Mayor Universitario Alejandro Salazar adquiriendo los títulos de Profesor Mercantil, Perito Mercantil e Intendente Mercantil.
Sus grandes cualidades como poeta le llevó a publicar sus libros “La imposible espera”(1957) y “Los otoñales pájaros de agua”(1985).
Dio un recital en el Paraninfo de la Universidad de Salamanca sobre la “Ascensión de la virgen María”.Los catedráticos Rafael Lainez Alcalá, Juan Bautista Beltrán y José María Forteza dieron brillantez a todos los actos intelectuales.
Ejerció como funcionario en la Delegación Provincial de Hacienda en Valencia (1951-1957).
Fue profesor de Lengua, Literatura Universal e Hispánica en la Escuela Superior de Valencia (1956-1958).
También fue el director de la empresa “El Motor Nacional S.A.” de Almería (1958-1963).
En Madrid fue Secretario Provincial del Espectáculo (1971-1973) al servicio de Don Antonio Martínez Emperador, y  Secretario Provincial del Metal en Madrid (1973-1979).
Además fue funcionario en el Ministerio del Interior (Madrid) en el Cuerpo Especial de Técnicos de Contabilidad procedente de A.J.S.S. (1973-1985) y funcionario en el Ministerio de Sanidad y Consumo de Madrid en los años (1986-1994).

## Conferencias
- “El Quijote y El Quijote Apócrifo”.
- “Federico García Lorca y su poesía” en el Colegio Mayor Universitario Alejandro Salazar de Valencia.
- “La poesía española del Siglo de Oro a nuestros días” en Pravia (Asturias).

## Colaboraciones
- Colaboración semanal en los diarios “La Gaceta Regional de Salamanca” y “El Adelanto de Salamanca”.
- Revista Intus de Salamanca.
- Diario Baleares de Palma de Mallorca.
- Radio Juventud de Oviedo.
- Director del Teatro Regional Valenciano.

## Publicaciones
- Autor de libro “La imposible espera” en 1957.
- Autor de libro “Los otoñales pájaros de agua” en 1985, con poemas como: Poema de la hora incierta , Amor antiguo y Poema de la hora humillada , entre los más destacados.

El inmortal poeta Leopoldo de Luis después de analizar la publicación del libro “Los otoñales pájaros de agua” obsequio al autor el siguiente poema:

## Otros poemas
Además de los libros publicados escribió muchos poemas entre ellos: